# کربنات منگنز (II)
کربنات منگنز (II) (به انگلیسی: Manganese(II) carbonate) با فرمول شیمیایی MnCO۳ یک ترکیب شیمیایی است. که جرم مولی آن ۱۱۴٫۹۴۶۹ g/mol می‌باشد. 